# Вибір Олега
«Вибір Олега» (фр. Le choix d’Oleg) — французький документальний фільм, знятий журналісткою Оленою Волошин та фотокореспондентом Джеймсом Кіо про російського добровольця з Тюмені Олега Дубініна на прізвисько Дубина, монтажника-висотника Макса Казанкова з Набережних Човнів та їх товаришів у батальйоні «БАРС», які у 2014 році приїхали на війну на сході України. Метою авторів був пошук відповіді на питання, чому багато молодих росіян ідуть добровольцями на фронт у чужу країну, але погано усвідомлюють, за що вони воюють. На думку авторів психоаналіз російських вояк дає ключ до розуміння конфлікту.
«Вибір Олега» отримав приз «За найкращий документальний фільм фестивалю ASN 2016».

## Про фільм
Співавторка документального фільму «Вибір Олега» Олена Волошин народилася в Москві й дитиною з батьками емігрувала до Франції. У вересні 2012 року вона повернулася до Москви кореспонденткою французьких ЗМІ після відрядження до Донецька й інших міст України, що приймали Євро 2012. Через рік вона висвітлювала події на Євромайдані й анексію Криму Росією. У лютому 2015 року кореспондентка французького телеканалу I-Télé та France 24 Олена Волошин та фотокореспондент газети La Croix Джеймс Кіо поїхали на місці спостерігати за виконанням угоди «Мінськ-2». У ДНР вони познайомились із 32-річним командиром батальйону «БАРС» Олегом Дубініним на прізвисько Дубина, що приїхав із Тюмені у двотижневу відпустку майже на рік раніше й залишився. За фільмом він є самоучкою без попереднього військового досвіду. На той час батальйон налічував 60 бійців, лише 4—5 з яких були місцевими, а решта прибула з Росії. Через Скайп, телефонні розмови та листування Олена й Джеймс зʼясували, що Олегу знадобилося два тижні, щоб усвідомити брехливість російської пропаганди, та вирішили, що відвертість російського офіцера має неабиякий кінематографічний потенціал   .
Через російських знайомих Олена Волошин знайшла потенційного спонсора — Валері Монмартен, яка займалася документальними фільмами. Та спочатку вагалася, чи довіряти новачку жанру, але погодилася на рандеву, під час якого вкрай жорстко перевірила здібності співрозмовниці. Монмартен згодом погодилася фінансувати проект на двох умовах. По-перше, формат має бути суто кінематографічним. По-друге, показувати потрібно не з українського боку, а з боку тих, хто йде не на свою війну. Проект має висвітлювати російську сторону, Валері було цікаво побачити сторону «поганих хлопців». Справжнє питання виглядає так: 20- або 25-річні йдуть на війну, впевнені, що війна це добре, а згодом до них доходить, що їх мізки були засрані .
Із початку зйомок у батальйоні «БАРС» будування довіри з боку бійців до Олени Волошин і Джеймса Кіо йшло повільно, але 3 червня 2015 року стався психологічний злам. У той день Дубина повів свій загін в атаку на Марʼїнку, під час якої 20 бойовиків загинуло й чимало було поранено. Кіо й Волошин скористалися розгубленістю бойовиків і зафільмували психоаналіз, наповнений незручними питаннями. Маски впали з вояк і документалістам вдалося почути відверті відповіді   .
Олег Дубінін почувається головним героєм фільму, є екстравертом і з легкістю говорить на камеру. Складнішим було завдання документалістів дістатися згоди на фільмування від кулеметника Макса Казанкова, монтажника-висотника з Набережних Човнів (Татарстан). Він називає війну роботою та цікавиться станом на Батьківщині: «… зараз стільки, коротше, 200-х, 300-х туди поїхало. Взагалі що, що вони на це взагалі матерям говорять? Що вони взагалі можуть сказати? Та нічого вони не скажуть, нах. Мовчки. Нате, тримайте трупик вашого сина. Неважливо навіть, як воно було. Просто скажуть там: „Помер героїчно“, усе класненько, коротше, і все. А за що й чому — ніхто ніколи цього не пояснить нікому. Якщо я кажу, навіть я, перебуваючи тут, я собі цього зараз уже, зараз уже не можу до пуття розʼяснити, пояснити…»   
Коли активність на фронті дещо вщухла, Дубінін запрошує батьків до Донецька. Вони не вагаються говорити на камеру. Мати Олега Стелла скаржиться на політиків: «Люди помирають із двох боків: і там, і тут. Це страшно. Братовбивча війна, нікчемна… Ні, цього не пережити. Політиків треба хороших, звісно. Сталіна треба.» 
Наприкінці фільму Олег Дубінін підсумовує свій досвід війни багатоповерховою лайкою: рос. «Твари, блять. ДНР, сука, нахуй он мне нужен, блять. Говнохрены ебучие, блять. Ебал я в рот с вами связываться, сука. Одна шваль на швали, блять. Год уже здесь, год, блять, за непонятно что, блять.»  Саме ця тирада з французькими субтитрами була обрана ведучою програми «Un Monde en Docs» («Світ у документальних фільмах») на телеканалі Сенату Франції Норою Амаді для демонстрації абсурдності війни на Донбасі (12:15—13:00) .
У фіналі Макс повертається додому, подорожуючи 1400 км російськими дорогами автостопом без паспорту .
Олена Волошин і Джеймс Кіо вирішили обмежити показ у «Виборі Олега» бойових дій і зосередилися на показі страждань бойовиків, що вибирають між війною за казна-що та патріотизмом і почуттям помсти за вбитих товаришів. У фільмі є драматичні сцени в морзі та похорон сепаратистів . Автори навмисне залишили поза кадром міркування солдатів про ідеологію путінського режиму, що спонукала росіян їхати в Україну. Насильство також мінімізоване: у фільмі є епізод лагідної бесіди та годування полоненого українця, якого віддали російським телеканалам для «інтервʼю», але не показано, що перед тим його три дні били та не давали їжі . Катування, прес-конференція в Донецьку про нібито атаку Збройних сил України на Марʼїнку та звільнення з полону бійця 28-ї механізованої бригади Романа Мащенко з Гребінки викликали свого часу резонанс в українському суспільстві  . Поза кадром залишилась обізнаність Джеймса Кіо про те, що наказ напасти на українську позицію в Марʼїнці прийшов з Москви. Про це він повідомив на фестивалі у Празі в березні 2016 року . 
У фільмі є багато документальних деталей, наприклад, про порушення Мінських угод щодо перемирʼя з боку командира Дубініна. Автори намагалися показати, що ця війна — абсурд, що стався завдяки брехні, що росіяни здатні до прозрівання на самій війні, і що за великим рахунком добровольці не такі погані, хоча й воюють на поганому боці. Документальний фільм «Вибір Олега» дає унікальну бачення війни на сході України від західних авторів, де в ролі сепаратистів виступають малокваліфіковані, збиті з пантелику росіяни, і нема жодного професійного військового зі Збройних сил Російської Федерації   .

## Випуск
У січні 2016 року «Вибір Олега» було показано на 29-му міжнародному фестивалі FIPA на французькому морському курорті Біарріц  . У березні його показали на фестивалі «Один світ» у Празі  . 9 жовтня 2016 року відбувся показ «Вибору Олега» у французькому містечку Байо напередодні щорічної 23-ї церемонії вручення премії Байо—Кальвадос військовим кореспондентам  . 2—5 листопада фільм показали на 59-у Міжнародному Лейпцизькому фестивалі документального та анімаційного кіно . 9 листопада відбувся показ «Вибору Олега» у Будапешті на 13-у Міжнародному фестивалі документальних фільмів з прав людини Verzio .

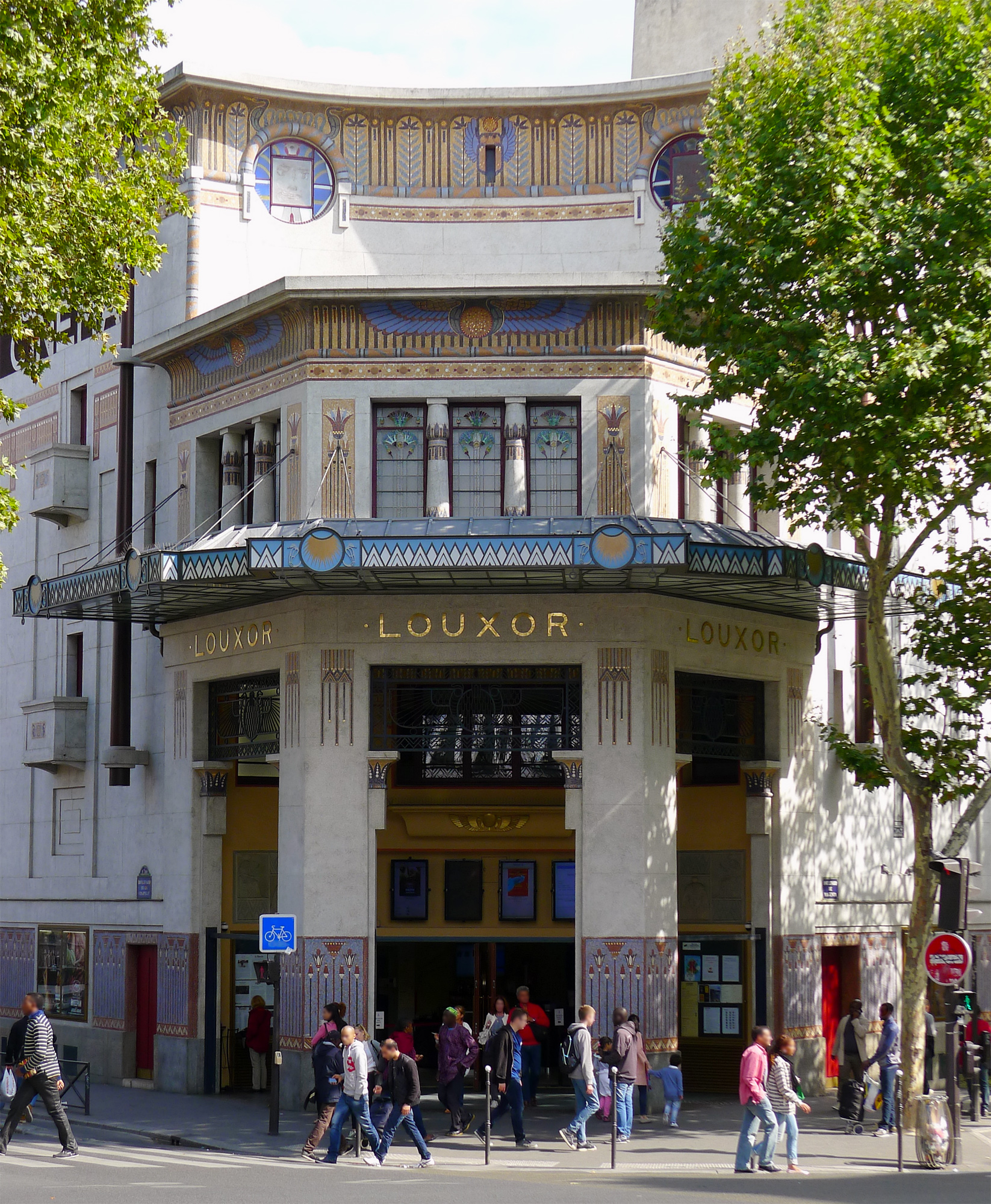
Кінотеатр

Паризький кінотеатр Le Louxor почав показувати «Вибір Олега» з 26 травня 2016 року. Кінокритик католицької газети La Croix Олівʼє Таллє зазначив унікальність документальної кінострічки, що детально висвітлює ментальність російських добровольців із боку сепаратистів, украй далеку від кліше та пропаганди .
Телевізійна премʼєра відбулася на французькому Парламентському каналі у листопаді—грудні 2016 року . Перед премʼєрою абсурдність цієї війни обговорювали на сенатському каналі Public Sénat у програмі «Un Monde en Docs» («Світ у документальних фільмах»), яку вела Нора Амаді  . Сенатор від Парижу Ів Поццо ді Борго, експерт з Росії та України професор Американського університету Парижу Олег Кобцефф і спеціальний кореспондент Ле-Монд з досвідом роботи на Євромайдані та Донбасі Бенуа Віткін надали історичну й сучасну картину стосовно українсько-російських відносин . Окремо Нора Амаді поспілкувалася з авторами фільму .

## В Україні та Росії
Яна Полянська з Радіо «Свобода» оприлюднила детальний опис фільму й історію режисерів про зйомки та перспективи показу в Росії та Україні. Хоча «Вибір Олега» показує лише одну сторону війни, автори не вважають, що фільм є проросійським. На думку Олени Волошин психоаналіз російських вояк дає ключ до розуміння конфлікту. Режисери не очікують ніяких змін у Росії, навіть якби фільм там показали, бо в країні діє вкрай потужна пропаганда, яку так просто не зруйнуєш. Волошин і Кіо хотіли б показати «Вибір Олега» в Україні, але не розраховують на те, що він змусить українських глядачів пробачити російським добровольцям.
Після телепремʼєри у Франції «Вибір Олега» зʼявився в Інтернеті та привернув увагу українських і російськомовних ЗМІ та блогерів. Денис Казанський назвав фільм «геніальною документалкою, що без єдиного закадрового коментаря чудово показує окупаційну, а не визвольну роль Росії у війні»     .

## Нагороди
20 квітня 2016 року «Вибір Олега» отримав приз «За найкращий документальний фільм фестивалю ASN 2016» від Асоціації з вивчення національностей, що знаходиться в Нью-Йорку  . Журі вразив високий рівень розкриття етичних, екзистенціальних і політичних сторін тематики фільму .